# Fallingebergs sätesgård
Fallingebergs sätesgård är ett tidigare säteri i Ringarums socken, Valdemarsviks kommun. 

## Historik
Fallingeberg ligger på en halvö mellan de båda insjöarna Yxningen och Fallingebergssjön. 
Gårdens nämns första gången i ett pergamentbrev som "fallanda bergh", daterad 25 november 1301. Namnet tros komma av de branta berg som på södra sidan Fallingebergssjön störtar ned i sjön. I 1551 års jordebok upptar Fallingeberg ett helt mantal frälse. Vid laga skifte 1849-51 (fastställt 18/3 1853) fanns fyra bönder i byn. Två gårdar blev kvar i byn (nuvarande "Stora Fallingeberg") och två flyttades ut (se "Rosenlund" resp. "Lilla Fallingeberg"). År 1853 fördes Fallingeberg över från Tryserums- till Ringarums socken. En tidningsartikel från 1898 berättar att "På kvällen den 8 december nedbrunno kvarn och ångsåg vid Fallingeberg". De båda byggnaderna uppges ha varit ihopbyggda i vinkel. Den förra mangårdsbyggnaden, vilken låg på samma plats som nuvarande, uppfördes 1783 och revs i april 1988 för att ge plats åt den nuvarande. Huvudbyggnaden var i två våningar och gjort av timmer och brädklädd.
De sista privatpersonerna som ägde gården sålde ägorna till ett grusbolag, som anlade en stor grustäkt. Den röda sätesgården är borta och där står det en ny villa. En känd ägare till gården var häradsdomare Östensson, som kallade sig för "kungen av Fallingeberg".